# Philip Rightmire
George Philip Rightmire (* 15. September 1942 in Boston, Massachusetts; † 11. April 2025) war ein US-amerikanischer Paläoanthropologe. Von 1969 bis zu seiner Pensionierung lehrte er an der Binghamton University im US-Bundesstaat New York und war zugleich zeitweise am Peabody Museum of Archaeology and Ethnology der Harvard University als Kurator tätig. Er galt als einer der weltweit anerkanntesten Experten für die Erforschung des Homo erectus und der Epoche des Mittelpleistozäns.

## Forschung
G. Philip Rightmire – so seine Namensschreibung in zahlreichen Fachveröffentlichungen – schloss 1964 sein Grundstudium als Schüler von William W. Howells im Fach Anthropologie mit dem Grad Bachelor of Arts am Harvard College der Harvard University ab. 1966 erwarb er den Master-Grad (M. Sc.) an der University of Wisconsin–Madison in einem interdisziplinären Graduiertenprogramm für Anthropologie und Humanbiologie. Danach erarbeitete er an der University of Wisconsin–Madison bis 1969 seine Doktorarbeit im Fachgebiet Humanbiologie bei John T. Robinson, in der er frühere Analysen von rezenten und subfossilen Schädeln aus dem südlichen Afrika mit multivarianten und anderen statistischen Methoden überprüfte, was damals ein ganz neuer methodischer Ansatz war. Hierzu hatte er bereits vor seinem Master-Abschluss unter Raymond Dart in Makapansgat geforscht.
Nach seinem Doktorexamen wechselte Rightmire an die Binghamton University, wo er von 1969 bis 1973 als Assistant Professor tätig war und danach eine Professur für Anthropologie innehatte, die im Jahr 2002 zu einem Ordinariat (Distinguished Professor) – dem höchsten akademischen Rang in den USA – aufgewertet wurde.
Sein Forschungsinteresse galt seit den Studien für seine Doktorarbeit der Stammesgeschichte des Menschen, das heißt, den frühen verwandten Arten des Homo sapiens, insbesondere dem Homo erectus und dem Homo heidelbergensis. Seine Forschung, vor allem in Afrika, ging im Jahr 1990 ein in sein Buch The Evolution of Homo erectus. 10 Jahre später gehörte er zu dem internationalen Team, das die ungewöhnlich gut erhaltenen Schädel der homininen Fossilien von Dmanissi beschrieb und stammesgeschichtlich als Variante von Homo erectus einordnete.
Rightmire war seit 1990 Mitglied der American Association for the Advancement of Science und zuvor bereits Mitglied der American Association of Biological Anthropologists.
Er war bis zu deren Tod im Jahr 2019 verheiratete mit seiner Ehefrau Berit; das Ehepaar hatte zwei Kinder, die ebenfalls Naturwissenschaftler wurden.

## Schriften (Auswahl)
- Bushman, Hottentot and South African Negro crania studied by distance and discrimination. In: American Journal of Physical Anthropology. Band 33, Nr. 2, 1970, S. 169–195, doi:10.1002/ajpa.1330330204.
- Florisbad and Human Population Succession in Southern Africa. In: American Journal of Physical Anthropology. Band 48, Nr. 4, 1978, S. 475–486, doi:10.1002/ajpa.1330480406.
- More on the Study of the Border Cave Remains. In: Current Anthropology. Band 22, Nr. 2, 1981, S. 199–200, doi:10.1086/202658.
- Homo erectus and Later Middle Pleistocene Humans. In: Annual Review of Anthropology. Band 17, 1988, S. 239–259, doi:10.1146/annurev.an.17.100188.001323.
- The Evolution of Homo erectus. Comparative Anatomical Studies of an Extinct Human Species. Cambridge University Press, 1990, ISBN 978-0-511-52567-4, doi:10.1017/CBO9780511525674.
- mit Hilary John Deacon: Comparative studies of Late Pleistocene human remains from Klasies River Mouth, South Africa. In: Journal of Human Evolution. Band 20, Nr. 2, 1991, S. 131–156, doi:10.1016/0047-2484(91)90054-Y.
- Homo erectus: Ancestor or evolutionary side branch? In: Evolutionary Anthropology. Band 1, Nr. 2, 1992, S. 43–49, doi:10.1002/evan.1360010204.
- Did climatic change influence human evolution? In: Evolutionary Anthropology. Band 2, Nr. 2, 1993, S. 43–45, doi:10.1002/evan.1360020205.
- Evidence from facial morphology for similarity of Asian and African representatives of Homo erectus. In: American Journal of Physical Anthropology. Band 106, Nr. 1, 1998, S. 61–85, doi:10.1002/(SICI)1096-8644(199805)106:1<61::AID-AJPA5>3.0.CO;2-G.
- Human evolution in the Middle Pleistocene: The role of Homo heidelbergensis. In: Evolutionary Anthropology. Band 6, Nr. 6, 1998, S. 218–227, doi:10.1002/(SICI)1520-6505(1998)6:6<218::AID-EVAN4>3.0.CO;2-6.
- Patterns of hominid evolution and dispersal in the Middle Pleistocene. In: Quaternary International. Band 75, Nr. 1, 2001, S. 77–84, doi:10.1016/S1040-6182(00)00079-3.
- mt Abesalom Vekua, David Lordkipanidze et al.: A new skull of early Homo from Dmanisi, Georgia. In: Science. Band 297, 2002, S. 85–89, doi:10.1126/science.1072953.
- Brain size and encephalization in early to Mid‐Pleistocene Homo. In: American Journal of Physical Anthropology. Band 124, Nr. 2, 2004, S. 109–123, doi:10.1002/ajpa.10346.
- mit David Lordkipanidze und Abesalom Vekua: Anatomical descriptions, comparative studies and evolutionary significance of the hominin skulls from Dmanisi, Republic of Georgia. In: Journal of Human Evolution. Band 50, Nr. 2, 2006, S. 115–141, doi:10.1016/j.jhevol.2005.07.009.
- mit David Lordkipanidze, Abesalom Vekua und Ann Margvelashvili: Hominid Fossils from Dmanisi and Their Place Among the Early Hominids. In: Bulletin of the Georgian National Academy of Sciences. Band 175, Nr. 1, 2007, S. 104–111, Volltext.
- Homo in the middle pleistocene: Hypodigms, variation, and species recognition. In: Evolutionary Anthropology. Band 17, Nr. 1, 2008, S. 8–21, doi:10.1002/evan.20160.
- mit David Lordkipanidze: Fossil Skulls from Dmanisi: A Paleodeme Representing Earliest Homo in Eurasia. In: John G. Fleagle et al.: Out of Africa I. The First Hominin Colonization of Eurasia. Springer, 2010, S. 225–243, ISBN 978-94-007-3308-4.
- mit diversen anderen: Skull 5 from Dmanisi: Descriptive anatomy, comparative studies, and evolutionary significance. In: Journal of Human Evolution. Band 104, 2017, S. 50–79, doi:10.1016/j.jhevol.2017.01.005.
- mit Ann Margvelashvili und David Lordkipanidze: Variation among the Dmanisi hominins: Multiple taxa or one species? In: American Journal of Physical Anthropology. Band 168, Nr. 3, 2019, S. 481–495, doi:10.1002/ajpa.23759.

## Belege
1. 1 2 3  Rolf Quam: George Philip Rightmire (1942–2025). In: American Journal of Biological Anthropology. Band 187, Nr. 4, 2025, e70102, doi:10.1002/ajpa.70102. Mit einer ausführlichen Übersicht zu seinen Fachartikeln.
2. ↑  Tracking Human Evolution. In: Inside Research. Binghamton University, Binghamton 2000, S. 18, Volltext.
3. ↑  Kurzbiografie auf dem Server der Harvard University. (Memento vom 23. Mai 2021 im Internet Archive)
4. ↑   George Philip Rightmire: Recent and Subfossil Human Crania From Southern Africa: A Re-assessment By Multivariate Statistical Techniques. Ph.D. thesis, University of Wisconsin, Madison (Wisconsin) 1969.
5. ↑  Rightmire named distinguished professor. Auf: binghamton.edu vom 16. April 2002.
6. ↑  American Association of Physical Anthropologists: Membership list. Dezember 1986. doi:10.1002/ajpa.1330710421.

| Personendaten    | Personendaten                                  |
| ---------------- | ---------------------------------------------- |
| NAME             | Rightmire, Philip                              |
| ALTERNATIVNAMEN  | Rightmire, G. Philip; Rightmire, George Philip |
| KURZBESCHREIBUNG | US-amerikanischer Paläoanthropologe            |
| GEBURTSDATUM     | 15. September 1942                             |
| GEBURTSORT       | Boston, Massachusetts                          |
| STERBEDATUM      | 11. April 2025                                 |